# Massese (pecora)
La massese è una razza ovina italiana originaria della provincia di Massa-Carrara, in Toscana. È nota anche come fornese perché si è diffusa a partire dall'omonima località di Forno sulle Alpi Apuane.

## Diffusione
La massese è allevata in Toscana, Emilia, Liguria ed Umbria.

## Aspetto
La massese è una pecora di taglia media: il maschio mediamente è alto al garrese circa 85 cm e pesa 90 kg mentre la femmina è alta 77 cm per un peso di 65 kg. Particolarità della massese sono la presenza delle corna anche nelle femmine e la lana scura, di colore generalmente nero, grigio o marrone.

## Produzione
È una razza allevata prevalentemente per la sua attitudine alla produzione di latte, con una media di 120/150 kg annui.